# Multi-Angle Imager for Aerosols
Multi-Angle Imager for Aerosols (MAIA)-instrumentet håller på att utvecklas för att stödja en undersökning som syftar till att förstå kopplingen mellan olika typer av luftburna partiklar och människors hälsa. MAIA:s tvillingkamerainstrument kommer att göra radiometriska och polarimetriska mätningar som behövs för att karakterisera storlekar, kompositioner och mängder av partiklar i luftföroreningar. Som en del av MAIA-utredningen kommer forskare att kombinera MAIA-mätningar med folkhälsojournaler för att bättre förstå sambanden mellan aerosolföroreningar och hälsoproblem som negativa födelseresultat, hjärt- och luftvägssjukdomar och för tidiga dödsfall.